# Culex rorotaensis
Culex rorotaensis är en tvåvingeart som beskrevs av Floch och Emile Abonnenc 1946. Culex rorotaensis ingår i släktet Culex och familjen stickmyggor.
Artens utbredningsområde är Franska Guyana. Inga underarter finns listade i Catalogue of Life.